# Media Foundation for West Africa

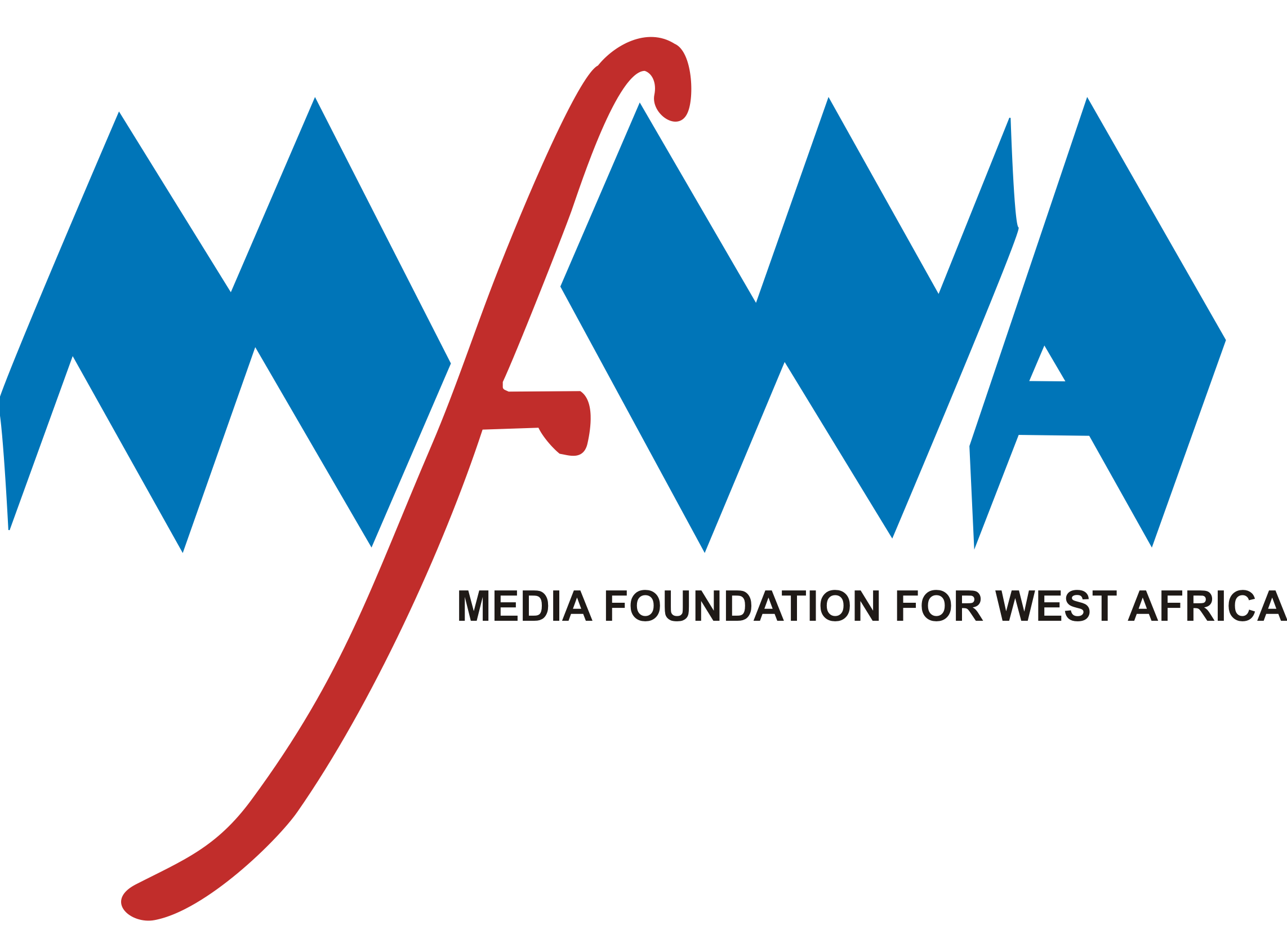
Media Foundation for West Afrika (MFWA) Logo

Die Media Foundation for West Africa (MFWA) ist eine Internationale Nichtregierungsorganisation mit Sitz in Accra (Ghana). Sie setzt sich gegen die Verletzungen und Angriffe auf die Pressefreiheit in Westafrika ein.

## Ziel
Die MFWA sieht ihr Ziel in der Förderung und Verteidigung des Rechts auf freie Meinungsäußerung für alle Personen, insbesondere für die Medien und Menschenrechtsaktivisten in Westafrika. Es soll ein freieres und sichereres Umfeld für unabhängigen Journalismus und unabhängige Meinungsäußerung (offline und online) geschaffen werden.